# Westliche Keiljungfer
Die Westliche Keiljungfer (Gomphus pulchellus) ist eine Libellenart aus der Familie der Flussjungfern (Gomphidae). Diese gelb-schwarz gefärbte Großlibelle (Anisoptera) besiedelt als einzige Vertreterin ihrer Familie vorwiegend stehende Gewässer – alle anderen Gomphiden benötigen Fließgewässer für ihre Larvalentwicklung. In Mitteleuropa galt sie bis vor einigen Jahrzehnten als äußerst selten; inzwischen zeigt die Art hier eine Ausbreitungstendenz und man kann ihr in Flusstälern mit Kiesabbaustätten häufiger begegnen. Der aus dem Griechischen und Lateinischen zusammengesetzte wissenschaftliche Name bedeutet so viel wie „hübscher Keil“.

## Merkmale
Die Art ist eine relativ schlank und zierlich gebaute Keiljungfer; sie erreicht eine Körperlänge von 45 bis 50 Millimetern und eine Flügelspannweite von 60 bis 70 Millimetern. Die Beine sind schwarz und gelb gestreift. Zur Unterscheidung von anderen Gomphus-Arten ist zudem die genaue Anordnung der schwarzen Streifenzeichnung auf der gelben Brust (Thorax) bedeutsam (vgl. Fotos). Die schwarzen Linien dort sind recht schmal, was auch für die dunklen Zeichnungselemente des Körpers insgesamt zutrifft. Daher wirken die Tiere – ähnlich wie etwa die Asiatische Keiljungfer (Gomphus flavipes) – relativ hell. Zumindest jugendliche Exemplare weisen ein leuchtendes Gelb auf, das mit zunehmendem Alter allerdings verblasst und ins Grauolive verdüstert.
Das hintere Abdomen ist weder bei den Männchen noch bei den Weibchen keulig erweitert. Während bei den Männchen aber das zweite Segment des Hinterleibs taillenartig eingeschnürt ist, haben die Weibchen ein gleichmäßig dickes zylindrisches Abdomen. Es bestehen Verwechslungsmöglichkeiten mit diversen anderen Keiljungfern, darunter Gomphus flavipes und Gomphus simillimus (in Südeuropa weitere Arten).

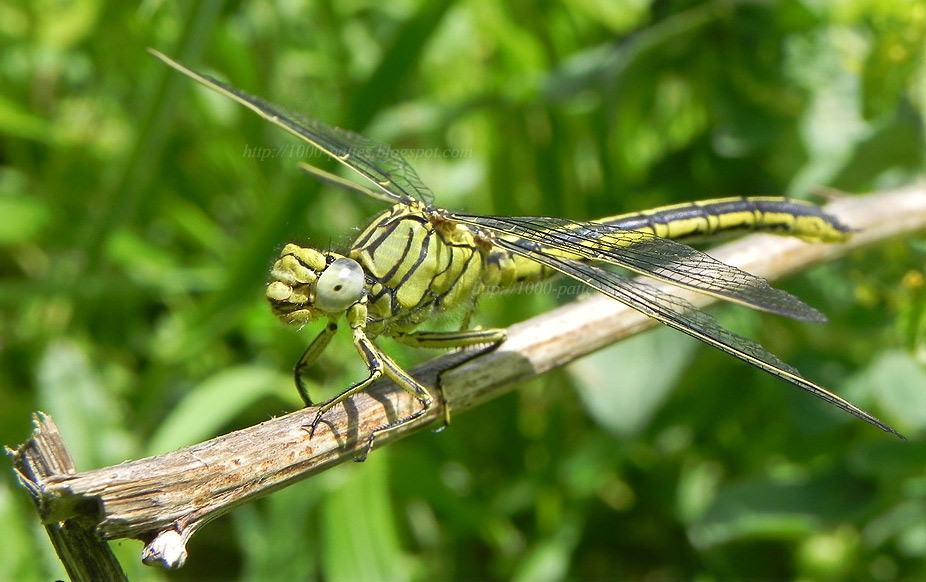
Weibchen

Die Larven und entsprechend die später an Land auffindbaren Exuvien sind ähnlich flach gebaut wie die der Gemeinen Keiljungfer (Gomphus vulgatissimus), haben aber hinten eine länger ausgezogene Abdomenspitze, welche jedoch nicht so langgestreckt ist wie bei der Asiatischen Keiljungfer.

## Verbreitung und Lebensraum
Das Hauptverbreitungsgebiet der Art liegt in Südwesteuropa, namentlich auf der Iberischen Halbinsel und in Frankreich; später kam auch die Schweiz hinzu. Als östlichster gesicherter Einzelnachweis zählt Österreich, wohingegen Fundangaben aus Rumänien, Bulgarien und der Slowakei angezweifelt werden. Noch Anfang des 20. Jahrhunderts galt der Rhein als nordöstliche Arealgrenze der Art; Deutschland somit als nicht von Gomphus pulchellus besiedelt. Inzwischen hat sich das Verbreitungsgebiet aber wiederum deutlich nach Nordosten erweitert; es liegen nun Beobachtungen bis aus Nordniedersachsen (Ostfriesland, Elbe-Weser-Dreieck) und Sachsen-Anhalt vor. Über Donau und Main findet eine Ausbreitung in Richtung Osten statt. Als Schwerpunktvorkommen in Deutschland wird derzeit die Oberrheinebene genannt.
Die Expansion des Verbreitungsgebietes wird zum einen mit klimatischen Veränderungen, zum anderen mit einem erhöhten Biotopangebot erklärt. Die Westliche Keiljungfer nutzt vor allem Baggerseen in Kiesgruben als Sekundärlebensräume und hat insofern von deren Zunahme profitiert. Insbesondere in Flussauen entstehen oft großräumige Nassabbaustellen von Kiesen und Sanden. Heute stellen diese klaren, vegetationsarmen Baggerseen den wichtigsten Lebensraumtyp von Gomphus pulchellus dar; darüber hinaus besiedelt sie Stauseen, eutrophe Moorweiher, Altarme von Flüssen, Flussunterläufe und breite, träge fließende Kanäle. Gemeinsame Merkmale dieser Gewässer sind besonnte, offene (wenig bewachsene) Sand-, Kies- oder Geröllufer, verbunden mit tieferen Wasserzonen, die feinkörnige bis schlammige Sedimente aufweisen.
Syntop kommt an größeren Seen manchmal die Gemeine Keiljungfer vor. Weitere, häufig mit der Westlichen Keiljungfer vergesellschaftete Libellen sind Großer Blaupfeil, Gemeine Becherjungfer und Große Pechlibelle.

## Lebensweise

### Larven
Die Larven der Westlichen Keiljungfer leben im Bodengrund des Gewässers, beispielsweise in Sedimenten aus Grobdetritus, zwischen submersem Falllaub oder in den Spalträumen zwischen Gestein. Dabei scheinen jüngere Stadien eher die feinsandigeren Untergründe zu bevorzugen, ältere eher Grobsand und Kies. Eine Durchströmung des Gewässers ist nicht erforderlich, wird aber zumindest toleriert. Dank ihrer zumeist nächtlichen und unterirdischen Aktivität können die Larven auch in Seen mit hohem Prädationsdruck durch Fische überleben und abundanzstarke Populationen aufbauen. Sie jagen im Sediment nach allerlei Kleingetier wie etwa Schlammröhrenwürmern, Zuckmückenlarven, Roll-Egeln und Schlammfliegenlarven. Sie haben eine meist zweijährige, manchmal auch dreijährige Entwicklungszeit, in der sie bis zu 15 Häutungsstadien durchlaufen.

### Imagines

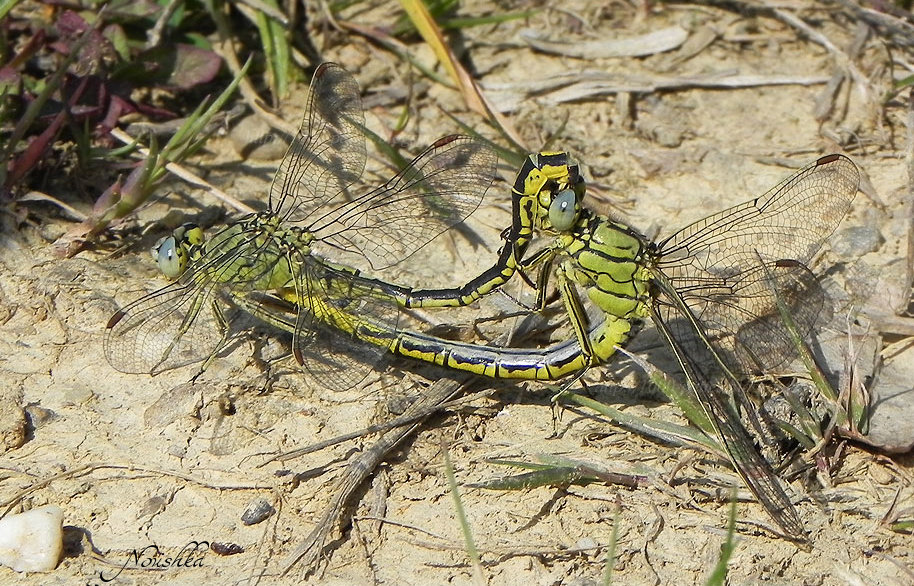
Kopulationsrad

Die Emergenz, also das Schlüpfen der Imagines, beginnt in Mitteleuropa bereits ab Anfang Mai. Die Flugzeit dauert bis in den August, wobei der Schwerpunkt im Juni und Juli liegt. Die Lebensdauer einer adulten Libelle dieser Art wird mit maximal etwa 45 Tagen beziffert.
Der Schlupf erfolgt mitunter nur wenige Zentimeter von der Wasserlinie entfernt an Strukturen jeglicher Art (Pflanzen, Treibholz, Steine etc.). Manchmal ist das Abdomen dabei sogar noch untergetaucht. Andere Larven entfernen sich aber auch mehrere Meter vom Wasser oder klettern bis zu zwei Meter hoch in die Uferstrukturen. Der Schlupfvorgang vollzieht sich innerhalb einer Viertelstunde bis einer Stunde, ist also für eine Großlibelle von sehr kurzer Dauer. Trotzdem fallen dabei und auch in der anschließenden Aushärtungsphase sehr viele Individuen Wellenschlag oder aber Fressfeinden wie Bachstelzen, Sperlingen, Fröschen oder Ameisen zum Opfer.
Nach dem Schlupf verlassen die jungen Imagines den Gewässerbereich und verteilen sich während einer mehrwöchigen Reifungsperiode in einem Radius von mehreren Hundert Metern, teilweise auch einigen Kilometern im Umland. Hier jagen sie auf sonnigen Wiesen, Waldschneisen oder in Hochstaudenfluren nach Insekten. Sie bevorzugen dabei sitzende oder niedrig fliegende Beute, die sie unter ihrem Thorax zu Boden drücken, beispielsweise Kohlschnaken (Tipula oleracea). Als geschlechtsreife Tiere kehren sie wieder zum Gewässer zurück. Hier halten sich die Männchen nun bevorzugt an sonnigen Sand- und Kiesufern dicht am Wasser auf und sind nicht sehr flugfreudig. Untereinander verhalten sie sich relativ friedlich; gegenüber gleichzeitig aktiven Großen Blaupfeilen kommt es dagegen häufiger zu Attacken.
Fliegt ein Weibchen zum Gewässer an, wird dieses in der Regel sogleich von einem Männchen ergriffen. Das eigentliche Paarungsrad wird stets über dem Wasser in zwei bis vier Metern Höhe gebildet; die Kopulation wird dann in der Ufervegetation fortgesetzt.
Bei der Eiablage presst das Weibchen im Sitzen einen Eiballen aus, der anschließend durch wiederholtes kurzes Eintauchen des Abdomens portionsweise auf der Wasseroberfläche abgestreift wird. Die Eier sinken auf den Gewässergrund und bleiben mithilfe einer klebrigen Gallertscheibe am Sediment haften.

## Gefährdung und Schutz
Die Westliche Keiljungfer ist unter anderem nach dem deutschen Bundesnaturschutzgesetz und der Bundesartenschutzverordnung eine „besonders geschützte“ Art. Ihre ursprünglichen Primärbiotope – Flussauen mit natürlicher Prozessdynamik – sind in Mitteleuropa kaum noch vorhanden oder anthropogen völlig verändert. Daher ist die Art heute in hohem Maße auf Ersatzlebensräume wie Baggerseen angewiesen. Dort kann Eutrophierung, Besatz mit stark gründelnden Fischen (Karpfen u. a.) sowie intensiver Freizeitbetrieb durch Angler und Badegäste das Überleben der Larven im Gewässergrund beeinträchtigen.